# ستيف بشام
ستيف بشام (بالإنجليزية: Steve Basham)‏ هو لاعب كرة قدم بريطاني في مركز الهجوم، ولد في 2 ديسمبر 1977 في ساوثهامبتون في المملكة المتحدة. لعب مع أكسفورد سيتي وأكسفورد يونايتد وبريستون نورث إيند ونادي إكزتر سيتي ونادي ريكسهام ونادي ساوثهامبتون ونادي لوتون تاون.

## وصلات خارجية
- ستيف بشام على موقع قاعدة بيانات كرة القدم.إي يو (الإنجليزية)
- ستيف بشام على موقع Soccerbase.com (لاعب) (الإنجليزية)
- ستيف بشام على موقع عالم كرة القدم.نت (الإنجليزية)